# Viola sintenisii
Viola sintenisii är en violväxtart som beskrevs av Wilhelm Becker. Viola sintenisii ingår i släktet violer, och familjen violväxter. Inga underarter finns listade i Catalogue of Life.